# Буњевци
Буњевци су етничка група насељена претежно у Бачкој, око Суботице, затим у Барањи, Банату, и Мађарској (у чонградској и пештанској жупанији). Према попису становништва из 2011. године, на територији Србије било их је укупно 16.706, што је чинило 0,23% од укупног становништва земље. На основу процене, у општини Суботица је међу Буњевцима, исте године било 7.240 особа или 46,58%, које нису користиле буњевачки говор као свој матерњи језик, а у општини Сомбор је било око 1.671 или 81,19% таквих случајева. Популација Буњеваца, у њиховом традиционалном завичају, показује дугорочни тренд смањивања (од 70,5 хиљада у 1910. години, њихов број је, у 2002. години, опао на 40,1% те популације; део ове буњевачке популације из 1910. године, у протеклом веку је обухваћен хрватском националном заједницом у Војводини и Мађарској). Народна скупштина Мађарске је одбила захтев тамошњих Буњеваца да им се призна статус националне мањине, пре свега се водећи стајалиштем Мађарске академије наука да су Буњевци етничка група Хрвата, као и због негодовања Хрватског националног већа у тој земљи, који је поднео приговор Уставном суду (додуше, сам приговор је одбијен пошто је постојао довољан број потписа поднет државном гласачком одбору).

## Порекло
Постоје многе теорије о пореклу Буњеваца. Вук Караџић изнео је претпоставку да се Буњевци зову по херцеговачкој реци Буни, са које су доселили у Бачку. За Буњевце се сигурно зна, да су као католици дошли у Бачку, у пратњи католичких калуђера, а сем тога их у свим тадашњим војним документима називају католичким Србима. Доселили су се са територије око Свилаје и Динаре, најпре у Лику и Славонију, а затим и на територије у којима и данас живе.
Прошлост и порекло Буњеваца непознато је, такорећи и за њих саме и за остали свет, јер се није нигде очувао никакав поуздан податак, који би у том погледу дао веродостојна разјашњења. Мађарски писци, који су више писали о обичајима и оделу Буњеваца него о њиховој историји, ипак помињу да су они пореклом из Херцеговине. Вероватно је да Буњевци заједно са Шокцима припадају оној скупини Јужних Словена који у данашњој Босни, Херцеговини и Далмацији станују од 6. или 7. века.
Историчар Петар Пекић у својој књизи „Повијест Хрвата у Војводини” поистовећује постојбину Буњеваца са колевком хрватске државе. Историчар Душан Поповић га исправља, тврдећи да су Буњевци потекли са територије која није припадала ни Србији ни Хрватској, те према томе Буњевци нису ни Срби ни Хрвати.
Крајем тридесетих година 20. века поново је отворено питање националног идентитета Буњеваца.

### Име
Буњевци се у најстаријој мађарској литератури најчешће називају управо Буњевцима, католичким Рацима, Илирима или Далматима.
Др Алекса Ивић наводи да се Буњевци у најстаријој литератури најчешће називају католичким Србима, а тек касније Далматинцима и Буњевцима.
Пал Телеки, Мађар, познати стручњак за географију, универзитетски професор и каснији председник мађарске владе на својој етнографској карти Мађарске из 1910. године, Буњевце описује као католичке Србе.

### Лички и сењски Буњевци
Сењски бискуп М. Брајковић пише 1700. године да у личком Пазаришту живе "покатоличени Власи (Срби) који се друкчије зову Буњевци."
Италијански путописац Фортис среће Буњевце у Сењу 1774. године и примећује да су то планински, католички Морлаци, који су се доста изменили - постали мирни. Део њих се одатле много раније преселио у Мађарску а део у Италију, уз помоћ Аустрије.
Манојло Грбић у првој књизи „Карловачко владичанство” из 1891. на pp. 235. пише: „Декретом цара Леополда од 3. марта 1691. подвлаштена је Лика с Крбавом под сењску бискупију. Тамо је било неколико стотина римокатоличкијех породица: Бунијеваца, Хрвата, Крањаца и покрштенијех Турака, што но их насели ђенерал Херберштајн и..поп Марко Месић.” На 76. стр. пише: „...како су насељени по Лици и по Крбави: Бунијевци, Хрвати и Крањци поред и између православнијех Србаља. Бунијевци су дошли из сјеверне Далмације, гдје их је од старине доста било. У старијем листинама зову се они "католичкијем Власима и највише Морлацима", као што су страни писци звали и православне Србе или Влахе. Говоре чисто српски, западнијем говором, те се они по томе зову и икавци... и они су војевали на Турке заједно са Србљима. Кад су Турци прогнати из Лике и из Крбаве, насељено је туда до 160 кућа Бунијеваца, што из Далмације а што отуда из Приморја. Бунијевци су населили: Ловинац, Ричицу, Св. Рок, Смиљан, Бужим, Трновац, онда мјестау подгорју око Бага, за тијем Пазариште и Св.Јурај.”

## Историја

### Сеоба из прапостојбине
Када су Османлије 1464. године освојили Босну тада је Мехмед II Освајач свакоме осигурао свој посед, али после смрти Бајазита II и Селима I, у доба султана Сулејмана Величанственог дошло је до харања бегова, те су многи избегли у Угарску, а беглербези су после њихова имања уврстили у вакуфе. Иако је старешина босанског реда фрањеваца, фра Анђео Звиздовић, 1463. године издејствовао код Мехмеда II да босанским католицима изда тзв. „Magnu chartu” („Слободну вероисповести“), одрубљивање глава водећих босанских људи још исте године у Сарајеву пољуљало је поверења народа у Турке.
Отимање деце, потајно убијање одраслих, несносни данци, ратни терети, немилосрдна злостављања, отимачине, стегнута слобода вероисповести и тиранско понашање према хришћанима, биле су главне беде и невоље подјармљеног народа. Напослетку је народу било доста робовати, те је кренуо у крајеве где се надао да ће бити поштеђен од турских угњетача, али где ће и са више изгледа моћи да се освети Турцима за све беде.
Почетком 17. века помиње се парохија Буњевци у Калочкој архиепископији, која се протезала и на простор данашње Бачке у Србији.

### Бечки рат 1683-1699.
Сеоба Буњеваца у Далмацију одвијала се у највећој мери током ослободилачког рата 1683—1699. година, када је Лудвиг Вилхелм Баденски, након ослобођења Беча и враћања Будима, са својом победничком војском кренуо према југу, да би после ослобођења Мађарске ослободио Босну од владавине Турака. Турци су спречавали исељавање из Босне и исељеници су обично ноћу морали да путују. Но, како су Турци напредовали, ови су прелазили у Мађарску. Славонија, иако је и даље била под Турцима, била је за тадашње прилике доста насељена непрекидним досељавањем православних и католичких Срба (доцнијим Шокцима славонским), те су у њој Буњевци само мања насеља основали, док су се у групама били упутили у Горњу Бачку.
Након пада Будима Турци су брзо губили град за градом тако да је већ године 1687. хришћанска војска, прогонећи Турке, дошла у Бачко Потисје и ту се утаборила. Буњевци, пошто су чули да је у табору сам главни војсковођа царске војске, баварски изборни кнез Максимилијан II Емануел, послали су му посланство с намером да се ставе у службу царске војске, желећи заузврат да им он преда власт над Суботицом, Бајом и Сегедином. Баварски кнез је 9. јула, у Иригу (Срем), препоручио Буњевце Војном савету у Бечу, да би им саградио, ради становања, три плота у Сегедину, Суботици и Баји. Буњевци су дошли под вођством осамнаест фрањевачких калуђера у Суботицу. Једни су се настанили у Суботици, на месту данашњег фрањевачког манастира, а други су се преселили у Сегедин. За време турских освајања Бачка је много опустела, нарочито су се мађарске насеобине растуриле и тако направиле места српским, које су и пре биле јаке, а које су се нарочито умножиле за време многих сеоба Срба са Балкана у Угарску.

### Ракоцијев устанак
Читавих педесет и седам година били су Буњевци граничари и за све то време служили су аустријску монархију верно. Док Турци нису истерани из Средње Европе, Буњевци су се као чланови српске милиције борили против Турака.
Карловачким миром завршио се седамнаести век са не великим резултатима, јер је Банат и даље остао под Турцима, а Бачка припала Угарској. Да би се заштитило становништво од напада Турака на граници, основана је још 1697. године потиска и тамишка војна крајина. И Суботица је потпала под војну крајину, па је тако и у Суботици била војничка управа, милиција (1714—1743), чији капетани су бирани из породице Сучић. Буњевци, који су се настанили у Суботици, желели су мирније дане. Док су уз раме са Србима борили против непријатеља на страни, дотле су им код куће војници Ракоција и Имра Текелије убијали децу и жене. У Бач, где тада била врло слаба војничка посада, буњевачка нејач скривала се по суботичким ритовима и јанковачким шумама. То крвопролиће и пустошење трајало је све до 1711. године када је дошло до тзв. Сатмарског мира. Те године су се вратили из Петроварадина буњевачке породице, које су тамо избегле од Ракоцијевог терора.
Ракоцијев устанак опустошио је Бачку, а куга из 1709. године уморила је доста народа у Бачкој, a нарочито у буњевачким крајевима. После страдања и невоља око ратовања са Турцима, проласка великих војски, померања границе, устанка Ференца Ракоција, и поновних ратних пустошења која су једно време зауставила привредни опоравак, Суботица је почела полако да напредује и постаје занатски и трговачки центар регије и то добрим делом захваљујући Буњевцима.

### Хабзбуршки ратови
Буњевци, као и српска милиција у Бачкој, нису се ишли само на Турке, већ су одаслани неколико пута на запад. Године 1734. били су у Шлезији, а 1740-42. у Шлезији и Моравској под капетаном Арсеном Вујићем и Јованом Савићем. Уочи свог поласка за Баварску, суботичка пешачка и коњичка чета замолила је генерала Енгелс-Хофена, тадашњег команданта тамишког Баната, да могу и надаље под својим капетанима војевати, што им је и одобрено. Буњевци су доцније били посадне трупе у Шапцу (1738) и у другим местима у Србији, када је тамо образована аустријска власт. Под Београд су били послату Буњевци 1739. на тзв. „галијима”, да са њих оперишу. За све то време кући су их сналазиле несрећа за несрећом.

### Елибертација Суботице и Сомбора
Буњевци су играли угледну улогу у доба дугих расправа између бачке и бодрошке жупаније, пошто је било оних Буњеваца и Шокаца који су потпадали под жупанијску власт, и оних који су били под војном управом Војне крајине. Са Буњевцима и Шокцима измешано, становали су у тим местима и православни Срби, а у осталим бачким местима сами Срби, нарочито у Доњој Бачкој и Шајкашкој (куда су се становници доселили из Горњег Карловца где је владала глад, како се приликом тога пописа тврдило). Расправе око поседа биле су дуготрајне, а парнице су се чешће понављале, као што су комисије излазиле.
Поред свих заслуга, које је бачка милиција имала у ратовима против Турака, Угарски сабор никако није радо гледао и чешће је покушавао, да се она укине, извесно за то, што није хтео да има „државу у држави“. Законом (3. §. XVIII) укине се 1742. године војна крајина у Бачкој, а 7. маја 1743. године поста Суботица повлашћена камерална варошица под именом „Szent Mária“. Војнички живот замењен је грађанским и Буњевце су постали грађани, исто тако коректни, као што су били и добри војници. Постали су и вредни земљорадници и добри поштени грађани. Према царској привилегији у варошици је дозвољено право одржавања три земаљска вашара (16. маја, 8. септембра, и 1. новембра) и један недељни (понедељком).
У педесетим годинама 18. века имала је суботичка општина много посла, док се није консолидовало ново стање и довршила варошка организација. Но, најдуже је трајао рад око потпуног ослобођења ове вароши, тј. око тога, да Суботица, која дотле била само повлашћена камерална варошица, постане аутономна слободна краљевска варош, каква је у том времену већ био Сомбор и др. Буњевци су живо радили, да то постане и Суботица и за то су многе депутације ишле Краљици у Беч и Пожун, од којих је најсрећнија била депутација, коју је водио Петар Јосић. Суботица је коначно 22. јануара 1779. године постала права слободна краљевска аутономна варош и добила име „Maria Tereziopolis“, у славу владарке Марије Терезије. Привилегија износи права и дужности нове слободне краљевске вароши, њене границе, и положај и права српско-православног становништва у њој. У Суботици је настала велика радост и овај се дан свечано прославио.

### Асимилација
До половине 18. века, током постојања Војне крајине у Бачкој (до 1751. године), око 98% посто становника овог простора чинили су етнички Срби и Буњевци и Шокци. Првих година грађанске управе у Суботици и осталим бачким местима, по укидању Војне крајине, Срби су одлучили изјавили, да желе и даље да остану граничари. Они Срби и Шокци, који се нису хтели одвићи од војничког живота, иселили су се у Војну крајину, а неки и у Русију. Из саме Суботице иселило се 315 православних породица, а на крају је остало само 20 српских. Ово исељавање је подстакло аустријске власти да у Бачку колонизују Швабе (Немце), Словаке и Русине.
Суботица је у новом положају као камерална варошица имала да се бори са разним неприликама. Постојао је спор са суботичким „немешима“ (мађ. nemes). Германизирање Бачке у то време, није се огледало само у колонизацији Немаца, већ и у томе, што су у већим варошима, као у Суботици, где је било само неколико немачких породица, завели 1784. године немачки језик, као званичан место латинског. Године 1748. у Суботици је било 586 буњевачких, 64 српских, 56 мађарских и 51 немачких порезних глава.

### Наполеоновски ратови
После Свиштовског мира (1791. г.) којим се завршио рат с Турцима, настали су заплети у Француској, што је утицало и на прилике у Угарској. Од 1792 г. па све до 1812 г. Суботица је давала ванредну помоћ војсци која се аустријској борила против Наполеона. Племићи су саставили коњаничку чету, којој заповедник би капетан Војнић, Буњевац. На угарском сабору 1790/1. била је Суботица заступљена са своја прва два посланика Антуном Парчетићем и Иваном Сучићем. У то време пуштен је у саобраћај и Францов (канал) прокоп у Бачкој, који спаја Дунав и Тису, и показао се корисним за привреду и саобраћај. 
Пошто су прошли Наполеонови ратови, настао је у Угарској културни покрет, који је захватио и Суботицу. У почетку овог века Буњевце су највише занимале варошке рестаурације и избори. У четрдесетим годинама настао је у Суботици жив покрет око удруживања.

### 1848/49.
Вест о револуцији у Пешти стигле су у Суботицу приватним линијама за неколико дана, да би званична окружница која је разаслана на све стране из Пеште стигла у току недеље, односно 27. марта, на адресу председника муниципије. Како су вести о „ребелији“ биле све чешће, тако је и однос градске власти, која је била у рукама грађана лојалних Пешти, а чинили су је мађарско и буњевачко становништво, већином католичке вероисповести, бивао све непријатељски према суботичким Србима. Архимандрит Стефан Илкић је у својој расправи указао на разлог таквог њиховог понашања према православним Србима: Вероисповест их је делила и туђила од расних им сродника. У време мађарске четрдесетомашке револуције у бајмочком атару, у ствари, на Капоњском риту, дошло је до оружаног сукоба између мађарске и српске војске из које Мађари излазе као победници. Повољан исход битке за становнике Суботице који су били на мађарској страни, дакле за Мађаре и Буњевце, донео је велико олакшање, док је међу Србима донео донео додатну забринутост и неспокојство које се убрзо и потврдило у догађајима који су уследили.

### Препород
Буњевци су увек били везани за песму, игру, a самим тим и забаву. Велико прело је изворна буњевачка манифестација с традицијом од 130 година и увек је била организована у крилу најзначајније друштвено-културне институције, Пучке касине, која је основана под називом „Буњевачка касина“ у време буњевачког националног препорода кад су истакнуте буњевачке личности, бискуп Иван Антуновић, Бозе Шарчевић, Аго Мамужић и Пајо Кујунџић схватили да ће се Буњевци потпуно одродити и нестати ако се нешто не предузме. Прво буњевачко Велико прело одржано је 2. фебруара 1879. године, на Мариндан, у организацији буњевачке Пучке касине, у дворанама „Хотела ка вароши Пешта“, како се онда звала већ срушена зграда Народног позоришта у Суботици.
Иван Антуновић није био присутан код отварања Пучке касине због свог слабог здравља, али је упутио писмо председнику Ђени Дулићу, коме је између осталог написао:
Од ове Касине зависи развитак не само суботичких него и свих осталих угарских Буњеваца. Овој Касини триба постат огњиштем буњевачке народне просвите, овом триба сви Буњевци да долазе да потпаљивају тињајући огањ народног бивствовања да озелени оно што је мрзлим нехајом опаљено.

### Уједињење 1918.
Приближавањем српске војске граници монархије, јачала је и политичка активност српског и буњевачког становништва у Војводини. А кад је 13. новембра 1918. године, глас о њеном приближавању стигла до суботичких првака – неколико дана пре (10. новембра) формираног Народног одбора Буњеваца и Срба – на железничкој станици се скупила велика маса. Вођа Буњеваца, поп Блашко Рајић, поздравио је српску војску.
Угарска власт у Војводини није имала снаге за неко јаче супротстављање оснивању власти Српског народног одбора, а у бирању између већ присутних невоља: зеленог кадра и Српског народног одбора, изабрала је ову другу. Тако је 25. новембра у Новом Саду Велика народна скупштина Срба, Буњеваца, Словака, Русина и осталих народа из Баната, Бачке и Барање донела одлуку о прикључењу Краљевини Србији. У раду скупштине учествовало је 757 посланика, од тога било је: 578 Срба, 84 Буњевца, 62 Словака, 21 Русин, 3 Шокца, 2 Хрвата, 6 Немаца и 1 Мађар. Одмах по приспећу у град, српска војска, којој су се чланови Буњевачко-српске гарде придружили, почела је да запоседа важне објекте. Новинар Јосо Шокчић је долазак и боравак престолонаследника Александра, касније краља Југославије, 1919. године у Суботици, забележио до детаља. Након предаје дарова уз поздраве, кренула је велика поворка кроз варош, која је завршена уз клицање регенту Александру и југословенској Суботици.
Регента Александар Карађорђевић одржао је 26. јула 1919. године у суботичкој Градској кући говор, у којем је поздравио Буњевце, истакао њихове заслуге у стварању Краљевине СХС.

### Политички живот
Између два светска рата у Народној скупштини у Београду седело је неколико Буњеваца.
У јесен 1920. образована је Буњевачко-шокачка странка, која је на парламентарним изборима 1920. и 1923. освојила четири мандата односно три мандата. Њени посланици у првом сазиву били су Блашко Рајић, Врање Сударевић, Стипан Војнић Тунић и Иван Еветовић, а у другом Блашко Рајић, Врање Сударевић и Иван Еветовић. Прва тројица су изабрани у суботичком, а четврти у сомборском изборном округу. На челу ове стране налазио се до 1924. жупник Блашко Рајић. Странка је имала аутономистички и католички програм. Када је Еветовић 1923. преминуо, на његово место дошао је Антун Бошњак из Сомбора, а када је 1924. умро Сударевић, заменио га је Мишко Прћић уредник Хрватских новина. Буњевачко-шокачка странка се поцепала крајем 1924. Присталице Блашка Рајића су се издвојиле из страначких редова и формирале Војвођанску пучку странку. Вођство над БШС је преузео суботички адвокат Мирко Ивковић Ивандекић. Ни једна ни друга странка нису прошле цензус на парламентарним изборима 1925. Године 1926. целокупни кадар БШС прешао је у ХСС. На парламентарним изборима 1927. ни суботичка организација ХСС, ни ВПС нису успеле освојити мандат у Војводини.
Године 1920. из редова Буњевачко-шокачке странке издвојило се неколико чланова под предводништвом Антуна Видаковића Божана. Они су формирали Земљодилску странку, која се брзо утопила у Народну радикалну странку. На парламентарним изборима 1920. у суботичком изборном округу је на листи НРС изабран Иван Црнковић. Црнковића је постепено истуснуо из радикалских структура Марко Јурић, који је освојио мандате у Суботици 1923, 1925. и 1927. Јурић је одржао марта 1927. говор у Народној скупштини, где је осудио деловање Хрватске сељачке странке у Суботици.
Након увођења шестојануарске диктатуре, Мирко Ивковић Ивандекић је иступио из редова ХСС и постао присталица владе Петра Живковића. Марко Јурић и Антун Видаковић Божан су постали сенатори Дунавске бановине. На изборима 1931. Ивандекић је изабран у суботичком изборном округу на листи Петра Живковића. Након убиства краља Александра у Марсеју настао је преокрет у политичком животу Буњеваца. Југословенска народна странка Богољуба Јевтића је изгубила подршку својих присталица у Суботици. Браћа Мирко Ивковић Ивандекић и Иван Ивковић Ивандекић приступили су Југословенској радикалној заједници. Марко Јурић је са својим присталицама основао паралелну структуру ЈРС. На мајским изборима 1935. у суботичком изборном округу је победио представник Уједињене опозиције Јосип Вуковић Ђидо, присталица Влатка Мачека. Бан Дунавске бановине је уклонио 1938. са места суботичког градоначелника Ивана Ивковића Ивандекића и уместо њега поставио Марка Јурића. На децембарски изборима 1938. у суботичком изборном округу Јурић је изабран за посланика представник Југословенске радикалне заједнице.
У Суботици су у два наврата излазиле Буњевачке новине: прво као орган Народне радикалне странке (1924—1927), а затим као орган Југословенске радикалне заједнице (1940—1941).

### 250-годишњице доласка Буњеваца у Суботицу
Хрватска културна заједница у Суботици приредила је 14-16. августа 1936. године прославу "250 година од досељавања Буњеваца у тај град. Том приликом су откривени споменици двојици буњевачких великана. Прво је откривен надгробни споменик др Паји Кујунџићу, над његовим гробом, а затим и попрсје "омиљеном буњевачком песнику" Анти Еветовићу, који се потписивао псеудонимом "Мирољуб". Тај споменик је дело кипара Ивана Мештровића и налази се пред католичком црквом Св. Терезије. Пригодни говор је одржао Марко Човић, на тему Еветовићевог писања. У програму је учествовало Хрватско пјевачко друштво "Невен" са пригодним композицијама.

### Након Другог светског рата
Након ослобођења 14. маја 1945. године нове власти су уредбом наредиле да се припадници Буњевачке етничке групе могу изјашњавати само као Хрвати.
Догађа се, да се многи Хрвати уводе као Буњевци и Шокци у рубрике, где се означава народност, а не као Хрвати као нпр.: у легитимације, разне евиденције и спискове, и то бива често и по њиховом изричитом захтеву или по вољи и нахођењу дотичног чиновника.
Како буњевачке и шокачке народности не постоје, то вам се наређује да све Буњевце и Шокце имадете третирати искључиво као Хрвате без обзира на њихову изјаву. 
У разним окрузима и местима, где се они до сада уведени као Шокци и Буњевци има се то исправити и означити као Хрвати нарочито у легитимацијама, бирачким списковима, путним дозволама и разним другим списковима по народности. У будуће се имају уносити само искључиво као Хрвати. Све до сада издате легитимације и исправе, где су означени као Буњевци и Шокци, имају се уништити и нове издати, издавање нових легитимација не сме се поново наплаћивати од странака.
Ставља вам се у дужност да о овоме одмах известите све градске и среске, а преко ових месне, да то што пре безуветно спроведу, а ви да се старате, да се ово свакако изврши и да о учињеном известите.— Главни народно ослободилачки одбор Војводине

## Данашње стање
Буњевци немају школе, литературу и медије на икавици као свом свакодневном говору (у Мађарској су избрисани из номенклатуре националних мањина и категоризовани као Хрвати, у Војводини тек 2007. године, више од једног века после укидања, у Аустроугарској, школства на буњевачком језику, у основно образовање у буњевачким срединама, уведена је факултативна настава матерњег говора с елементима националне културе; литература је у заостајању, укључујући недовршеност стандардизације буњевачког икавског дијалекта; културни и информативни садржаји у електронским медијима се своде на трајање од два сата недељно а штампана периодика је сведена на три месечне публикације). Професор Филолошког факултета у Београду др Ранко Бугарски има једно објашњење у којем наводи да би се буњевачки језик врло тешко могао дефинисати као језик, али би се сигурно могао дефинисати као језик културе са елементима националне културе. Сличан став има Јожеф Палинкаш, председник Академије Наука у Мађарској који каже да је формирање буњеваца "у самосталну националну мањину културно-историјски а делом и језички оправдано".

## Култура
Њихово лирско народно стваралаштво и приповетке су богате, а први пут о историји Буњеваца пише бискуп Иван Антуновић 1882. године, затим Иштван Ивањи, Радослав Лопашић, Мане Грбић и други. Бројна литература о Буњевцима најчешће је везана за Суботицу, јер је очигледно овај град увек био главно средиште Буњеваца и по броју становника и по угледним грађанима који су обављали важне послове у вароши.
Прве буњевачке школе основане су у Сомбору 1717, Бачу 1734, Гари 1735, Бођанима 1741. Буњевачку књижевност 18. века красе десетерачки стихови у делу „Достојна племените Бачке“ чији пуни наслов гласи: „Достојна племените Бачке старих успомена садашњи и други славинске крви делијах слава бачким племићем, с пригодом чувања Свете круне и окруњена Леополда II од домородца у Баји приказана“; штампано у Калочи 1790. године.
Традиционални начин извођење народних песама код Буњеваца, такозвана „грокталица” уврштен је у Национални регистар Нематеријалног културног наслеђа Србије.